# Michael Milton
Michael Milton, en australisk parasportutövare i  alpin skidåkning.

## Meriter
- Paralympiska vinterspelen 2006 
  - Silver, utförsåkning stående